# IC 4421
IC 4421 ist eine elliptische Galaxie vom Hubble-Typ E im Sternbild Zentaur am Südsternhimmel. Sie ist schätzungsweise 160 Millionen Lichtjahre von der Milchstraße entfernt.
Das Objekt wurde am 19. Mai 1898 von Lewis Swift entdeckt.